# بول إسبارغارو
بول إسبارغارو (بالإسبانية: Pol Espargaró)‏ مواليد 10 يونيو 1991 في جرانوليريس، برشلونة، هو متسابق دراجات نارية إسباني. نافس في سباقات بطولة العالم لفئة 125 سي سي. كما شارك في بطولة العالم للموتو جي بي.

## البطولات
- بطولة العالم للموتو 2 2013

## روابط خارجية
- بول إسبارغارو على موقع MotoGP.com (الإنجليزية)
- بول إسبارغارو على موقع AS.com (الإسبانية)